# Thymus sachalinensis
Thymus sachalinensis là một loài thực vật có hoa trong họ Hoa môi. Loài này được Prob. miêu tả khoa học đầu tiên năm 1995.